# Rumstemperatur

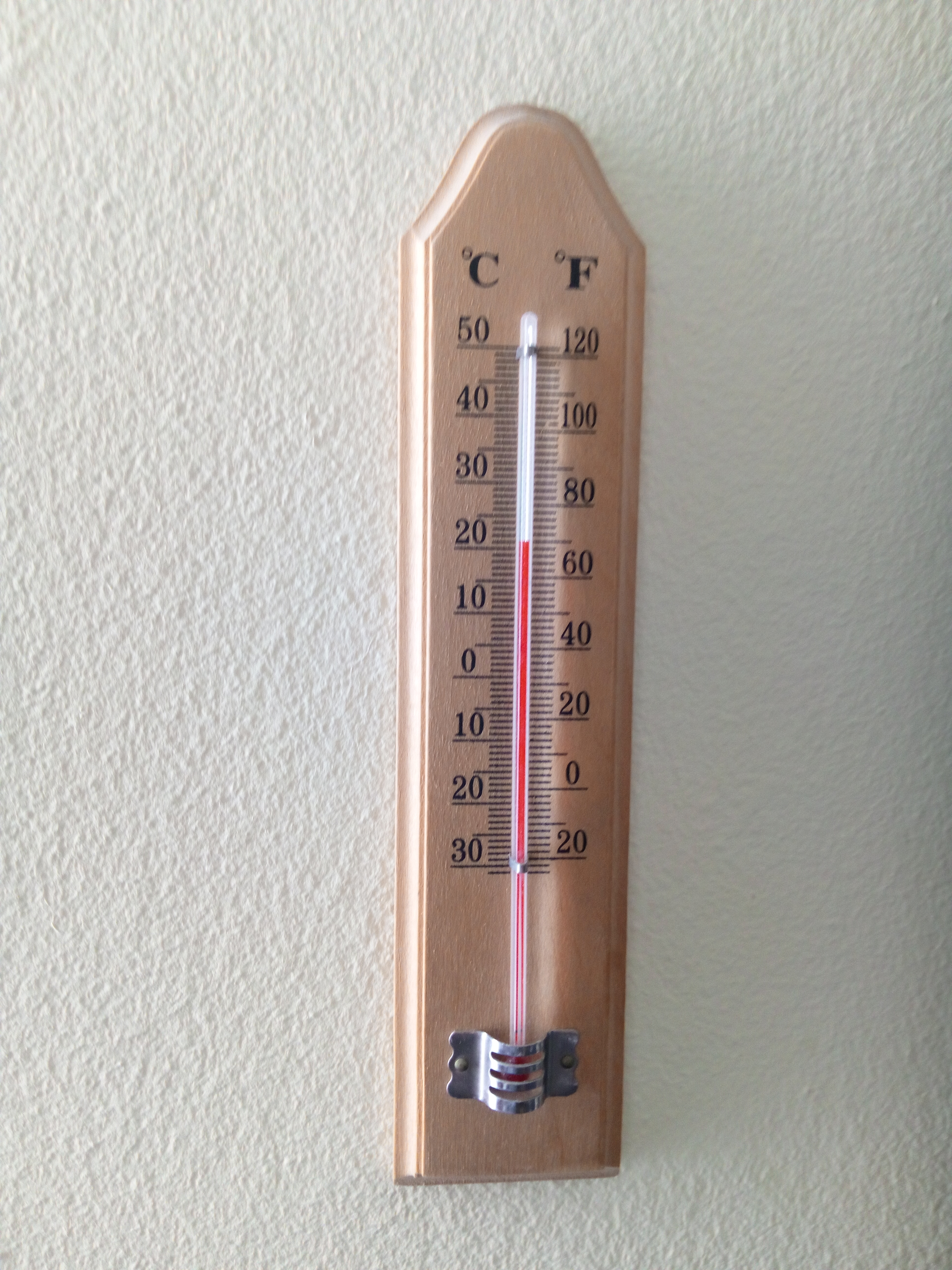
En termometer på en vägg för att mäta rumstemperatur.

Rumstemperatur är den temperatur som vanligtvis finns i ett rum. 
Vanligtvis avses lufttemperatur (som mäts med vanlig termometer). I många sammanhang används begreppet operativ temperatur, som är en sammanvägning av lufttemperatur och omgivande ytors temperaturer. Fördelen med operativ temperatur är att den bättre motsvarar människans upplevelse av temperaturen.
I kemisammanhang menas med rumstemperatur 25 °C.
I mitten av 1900-talet gällde 18 °C som normal rumstemperatur. Ännu tidigare, när husen värmdes med kaminer och kakelugnar, ansågs 15 °C representera normal rumstemperatur. Den tidens teknik klarade inte mer, och man klädde sig därefter. Dessa olika referenstemperaturer avspeglas i många tekniska tabeller i äldre litteratur, där temperaturberoende egenskaper ska beskrivas. Vid jämförande statistik måste därför i många fall konstanter temperaturkorrigeras, för att jämförelsen ska bli rättvis.

## Råd om inomhustemperatur
Enligt Folkhälsomyndighetens allmänna råd i Sverige (HSLF-FS 2024:10) ska inomhustemperaturen vara minst 20 °C (mätt med standardtermometer) eller 18 °C (operativ temperatur). För känsliga grupper såsom äldre, rörelsehindrade och personer med låg ämnesomsättning ska minimitemperaturen vara två grader högre. Den operativa inomhustemperaturen ska inte överstiga 24 °C under vår, höst och vinter, och på sommaren ska lufttemperaturen om natten inte överstiga 26 °C (för känsliga grupper gäller maxtemperaturen under hela dygnet). För låga temperaturer kan orsaka hjärt-, kärl-, och lungrelaterade sjukdomar. För höga temperaturer kan leda till illamående, trötthet och huvudvärk. Är man missnöjd med inomhustemperaturen i Sverige är det i första hand fastighetsägaren man ska kontakta, och i andra hand kommunens miljö- och hälsoskyddskontor.

## Mätning av operativ temperatur
Bättre rumstermometrar av vätsketyp brukar ha termometerkulan omgiven av ett litet galler. Den luft som med konvektion (skorstensverkan) strömmar förbi termometerkulan har luftens verkliga temperatur. Gallret skärmar av värmestrålning från omgivningen (inklusive strålning från rummets fönster), men bara delvis. Det som påverkar termometerkulan blir då en sammanvägning av luftens verkliga temperatur och strålningen. Med lämpliga proportioner på gallret ger då termometern ett värde som någorlunda motsvarar människans upplevelse av den termiska komforten.